# Hyale michelini
Hyale michelini is een vlokreeftensoort uit de familie van de Hyalidae. De wetenschappelijke naam van de soort is voor het eerst geldig gepubliceerd in 2002 door Krapp-Schickel & Bousfield.